# 庫里索韋
46°58′7″N 30°57′27″E / 46.96861°N 30.95750°E

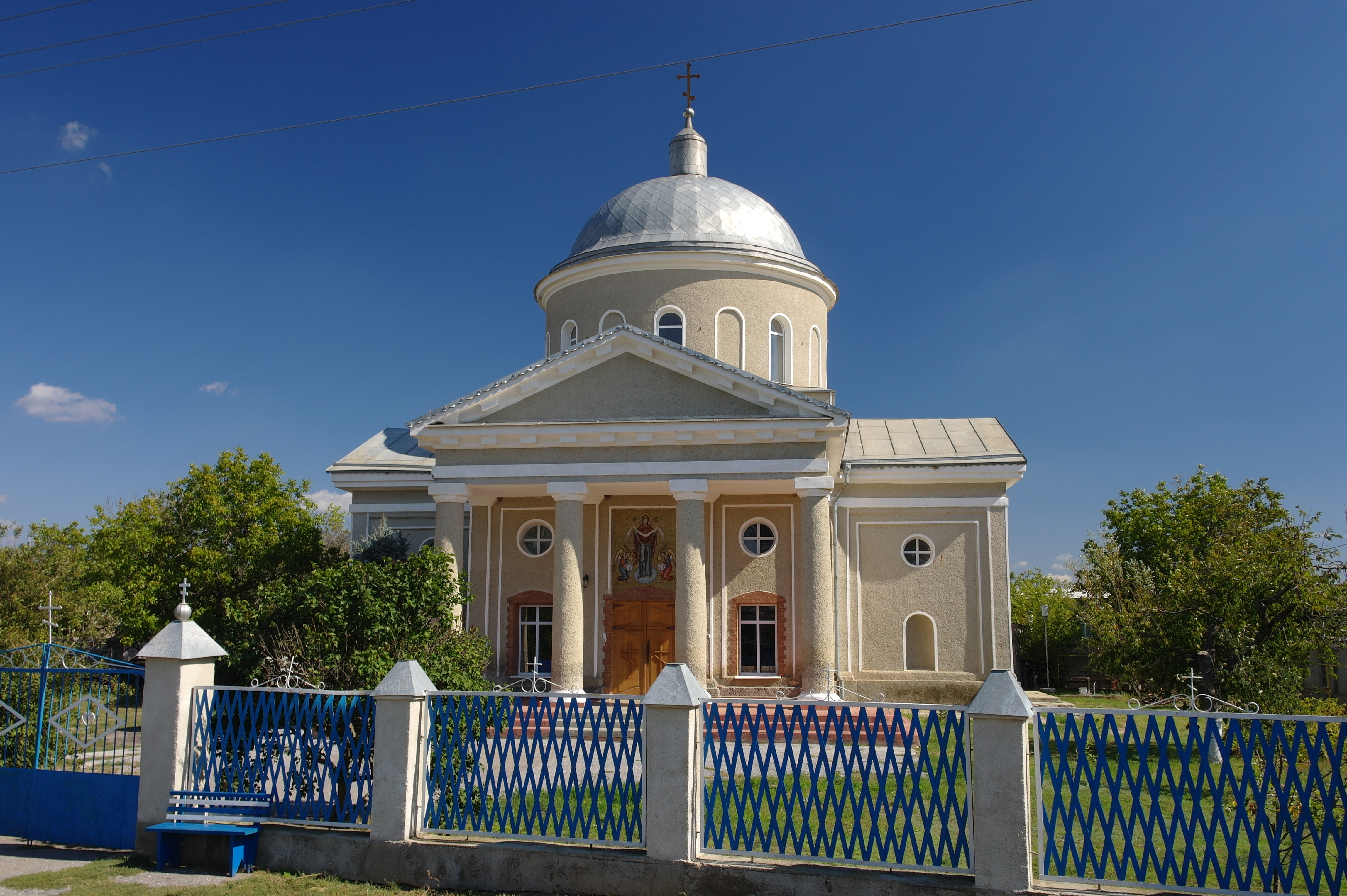

庫里索韋（烏克蘭語：Курісове）是位於烏克蘭西南部的村莊，由敖德萨州贝雷济夫卡区的庫里索韋市鎮負責管轄，並為該市鎮的行政中心。該村面積2.6平方公里，海拔高度92米，2001年人口3,676，人口密度每平方公里1,413.85人。